# فاندركلوف
فاندركلوف (بالإنجليزية: Vanderkloof)‏ هي بلدة تقع في جنوب أفريقيا في بلدية رينوستربيرغ المحلية ‏.